# 후쿠오카 공습
후쿠오카 공습(일본어: 福岡大空襲)은 1945년 6월 19일 미국 육군항공대가 실시한 일본 제국 후쿠오카현 후쿠오카시를 향한 대규모 폭격 작전이다. 본 작전은 연합국의 일본 본토 공습 작전 중 하나이며 미국의 보잉 B-29 슈퍼포트리스 폭격으로 후쿠오카시의 21.5%가 완전히 파괴되었다.
또한 1945년 5월에서 7월까지 7차례에 걸쳐 B-29 폭격기가 후쿠오카항 인근 해역에 기뢰를 투하했으며, 미군 전투기도 두 차례 후쿠오카시를 공격했다.

## 6월 19일 공습
후쿠오카 공습은 1945년 6월부터 시작해 종전까지 이어진 미국 육군 항공대(USAAF) 제XXI 폭격사령부의 일본 중소도시 폭격작전 중 하나였다. 본 공습에서는 도시를 파괴하기 위해 연소폭격(Firebombing) 전술을 사용했으며 일본 대도시 대부분을 파괴한 "대도시 공습 작전"의 후속작전으로 수행되었다. 후쿠오카시는 당시 인구 323,200명의 도시로 중소 규모 폭격 작전 중 제일 규모가 큰 도시였다. 중소규모 도시 공습 작전 대부분은 B-29 폭격기 단일 비행단으로 시행했으며 결과 XXI 폭격사령부는 하룻밤에 최대 4개 도시를 공습하며 공격할 수 있게 되었다. 하지만 후쿠오카와 오무타시는 도시 규모가 커 한 도시당 2개 비행단으로 폭격하기로 결정했다.
후쿠오카 공습을 맡을 비행단으로 제73폭격단과 제313폭격단이 배치되었다. 두 폭격단은 도시 공습에 총 B-29 폭격기 239기를 투입했다. 이 중 223기가 1차 목표물 폭격을 시행했다. 마리아나 제도에서 출발한 폭격기는 규슈를 지나 후쿠오카현 상공에 도착했다. 당시 후쿠오카시에는 히가시히라오에 본부를 둔 제4고사사단 하카타구대와 고사포 6문으로 편성된 중대가 시내 곳곳에 배치되어 있었으며 지쿠시군 가스가촌(현 가스가시)에 주둔한 독립조공제21대대 고사포부대 4개도 배치되어 있었다. 또한 주오구 데루쿠니와 이토시마군 다카스산에서도 고사포 진지가 있었다는 증언이 있다. 당시 미국 폭격기의 등장과 동시에 고사포 진지가 격추를 시도했으나 일본 항공기의 요격 시도가 없었다. 또한 당시 후쿠오카시 내부의 방공은 규슈무기(현 와타나베 철강 본사 공장)와 하카타항 등 북부와 동부에 몰려있었고 여기에 미나미큐슈의 방공을 위해 일부 고사포 부대가 이동하여 전투를 수행하고 있었으며 남은 고사포들도 유효사격고도가 낮아 대부분이 명중하지 않아 후쿠오카시 남쪽 세후리산에서 진입한 폭격기 부대는 방공 부대가 전혀 위협이 되지 못했다. 일본 시각 기준 6월 19일 23시 11분부터 소이탄이 투하되기 시작했다.
하카타와 덴진을 중심으로 폭격을 수행해 동쪽에서 미카사강에서부터 서쪽으로 히이카강까지, 북쪽에서 하카타만에서부터 남쪽으로 구시다 신사와 오호리 공원 인근 지역까지 완전히 소실되었다. 약 2시간동안 이뤄진 공습으로 후쿠오카시의 1/3 가까이가 파괴되었다. 전후 조사에 따르면 시내에서도 특히 나라야, 레이센마치, 오마하, 다이묘, 스노코 5개 지역이 피해가 제일 심해 사상자수의 90%를 차지했고, 특히 스노코 지역은 폭격 후 단 2채의 집만 남기고 전부 파괴되고 평지화되었다. 이 가운데 1931년 건설된 나라야 소학교(현 하카타 소학교)의 철근 콘크리트제 건물 하나가 불이 꺼진 이후인 다음날 아침부터 시신 안치소 역할을 했다.
후쿠오카시의 대피소 중 하나였던 주우고은행 후쿠오카지점(현재의 하카타자 위치)의 지하실이 정전으로 문이 오작동해 피난민이 갇혀버리고 여기에 공습의 고열로 수도관이 파열되는 사고가 발생했다. 이 때 뜨거운 물이 되어버린 상수도물이 대피소 지하실에 유입되어 62명이 뜨거운 물에 끓여져 사망하는 사건도 발생했다.
후쿠오카 외에 임기표적인 도미타카, 지치지마섬, 미야자키시까지 총 4개 도시를 폭격했다. 다음 날인 20일 0시 53분에 폭격을 종료하고 모든 B-29기가 손실 없이 기지로 복귀했다. 폭격 과정에서 세후리산 지역에 있는 사와라군, 이토시마군, 지쿠시군의 마을도 폭격당했는데 세후리산의 그림자를 하카타만의 해안선으로 오인하여 잘못 폭격해 발생했다. 이 가운데 이토시마군 라이잔촌(현재의 이토시마시 라이잔산)에서는 건물 30채가 전소했고 8명의 사망자가 발생했다. 또한 지쿠시군 안토쿠촌(현재의 나카가와시 안토쿠)에서는 3가구만 살고 있는 세토지구에 공습이 일어나 그 중 1개 가옥의 안채와 헛간이 파괴되었다.
6월 20일에는 후쿠오카에서 포로로 잡혀 있던 B-29 승무원 4명이 일본군에게 살해당했다. 이 살해 사건은 공습으로 피해와 사상자가 발생하고 이와 관련해 일본군 내부에서 본토가 침공당할 수 있다는 우려 때문에 벌어졌다. 1945년 8월 종전까지 후쿠오카에서 미군 포로 29명이 살해당했다.

## 기뢰 부설 작전
후쿠오카항은 대규모 항공 기뢰 부설 작전의 표적 중 하나가 되었다. 1945년 5월 25일부터 처음으로 후쿠오카항 기뢰 매설 작전이 시작되었다. 제9폭격집단 소속 B-29 15기가 작전에 투입되었고 이 중 14기가 기뢰 부설 작전에 참여했다. 모든 폭격기들은 피해 없이 기지에 복귀했다. 5월 27일에도 제9폭격집단이 후쿠오카항에 기뢰를 투하했다.
6월에도 후쿠오카항은 목표물로 지정되었다. 6월 7일에는 제505폭격집단 소속 B-29 10기를 투입하여 기뢰 총 6개를 매설했다. 6월 15일에는 제505폭격집단 소속 B-29 8기가 추가로 기뢰를 투하했다. 6월 23일에는 제505폭격집단 소속 B-29 9기가 기뢰를 투하했다. 작전 중 폭격기 1기를 손실했다.
7월에도 추가 작전을 시행했다. 7월 13일 제6폭격집단 소속 B-29 3기가 후쿠오카항 인근에 기뢰를 부설했다. 역사학자인 로버트 맨은 당시 얼마나 많은 항공기가 어느 정도의 기뢰를 부설했는지는 알져지지 않았다고 말했다. 7월 29일에는 제504폭격집단 소속 B-29 6기가 기뢰 부설 작전에 참여했지만 맨은 당시 투하된 기뢰 숫자는 알려지지 않았다고 지적했다.

## 기타 작전
후쿠오카시는 미국 육군 항공대의 전투기 공격을 두 차례 받았다. 6월 23일 제7공군 소속 P-47 선더볼트 전투기가 후쿠오카시 하카타구 비행장을 공격했다. 7월 3일에는 제5공군 소속 P-51 머스탱 전투기가 후쿠오카항을 공격했다. 이 전투기는 수상 항공기 수 기를 파괴했다.
7월 17일에는 제39폭격집단 소속 B-29 기가 후쿠오카를 향해 레이더 정찰 임무를 수행했다.

## 결과
6월 19일 일어난 공습으로 후쿠오카 시가지가 약 21.5%에 달하는 3.5 km²영역으로 초토화되었다. 일본의 전시 보고서에 따르면 953명이 사망, 586명이 중상, 492명이 경상을 입었으며 244명이 실종되었다.

## 같이 보기
- 일본 본토 공습

## 참고 문헌
- Carter, Kit C.; Mueller, Robert (1991). 《U.S. Army Air Forces in World War II: Combat Chronology》. Washington, D.C.: Center for Air Force History. ISBN 9780912799681.
- Craven, Wesley; Cate, James, 편집. (1953). 《The Pacific: Matterhorn to Nagasaki》. The Army Air Forces in World War II. Volume V. Chicago: The University of Chicago Press. OCLC 256469807.
- Ealey, Mark; Yoshimura, Akira (2005년 2월 15일). “One Man's Justice”. 《The Asia-Pacific Journal》.
- Francis, Timothy Lang (November 1997). “"To Dispose of the Prisoners": The Japanese Executions of American Aircrew at Fukuoka, Japan, during 1945”. 《Pacific Historical Review》 66 (4): 469–501. doi:10.2307/3642234. JSTOR 3642234.
- Mann, Robert A. (2009). 《The B-29 Superfortress Chronology, 1934-1960》. Jefferson, North Carolina: McFarland & Company. ISBN 9780786442744.